# Néronde
Néronde – miejscowość i gmina we Francji, w regionie Owernia-Rodan-Alpy, w departamencie Loara.
Według danych na rok 1990 gminę zamieszkiwało 460 osób, a gęstość zaludnienia wynosiła 54 osób/km² (wśród 2880 gmin regionu Rodan-Alpy Néronde plasuje się na 1181. miejscu pod względem liczby ludności, natomiast pod względem powierzchni na miejscu 1240.).